# Frank Dunster
Bernard Francis „Frank“ Dunster (* 24. März 1921 in Ottawa, Ontario; † 8. April 1995 ebenda) war ein kanadischer Eishockeyspieler. Bei den Olympischen Winterspielen 1948 gewann er als Mitglied der kanadischen Nationalmannschaft die Goldmedaille.   

## Karriere
Frank Dunster begann seine Karriere als Eishockeyspieler bei den Ottawa St. Pats aus der Ontario Junior Hockey League, mit denen er in der Saison 1938/39 die Playoffs um den Memorial Cup erreichte. Die Saison 1941/42 verbrachte er parallel bei den Ottawa Canadiens aus der Ottawa Senior Hockey League sowie den Rivervale Skeeters aus der Eastern Amateur Hockey League. Er war Flying Officer der Royal Canadian Air Force während des Zweiten Weltkriegs und erhielt als Navigator das Distinguished Flying Cross. Nach Kriegsende spielte er zunächst für die Mannschaft des Ottawa District Depot aus der Ottawa National Defense Hockey League, ehe er ein Jahr bei den Ottawa Senators aus der Upper Ottawa Valley Hockey League absolvierte. Daraufhin spielte er für die Edinburgh Burghs aus der Ottawa Senior League. 1948 nahm er als Mitglied der RCAF Flyers an den Olympischen Winterspielen teil und blieb nach dem Turnier noch zwei weitere Jahre in der Mannschaft. Später arbeitete er für eine Umzugsfirma aus Ottawa. Zeitweise war er auch für das Ottawa Fire Department tätig. 

### International
Für Kanada nahm Dunster an den Olympischen Winterspielen 1948 in St. Moritz teil, bei denen er mit seiner Mannschaft die Goldmedaille gewann.

## Erfolge und Auszeichnungen
- 1948 Goldmedaille bei den Olympischen Winterspielen